# Blau-Weiß Niederembt
Der FC Blau-Weiß 07 Niederembt ist ein Sportverein aus Niederembt, einem Stadtteil von Elsdorf. Die erste Fußballmannschaft spielte ein Jahr in der damals drittklassigen Oberliga Nordrhein und nahm zweimal am DFB-Pokal teil.

## Geschichte
Der Verein wurde am 29. Juni 1907 gegründet. Jahrzehntelang spielten die Blau-Weißen auf lokaler Ebene, ehe 1969 der Arzt Peter Heuschen den Vereinsvorsitz übernahm. Nach drei Aufstiegen in Folge erreichte die Mannschaft 1977 die Verbandsliga Mittelrhein. Der Verein wurde in der Presse mit dem SV Alsenborn verglichen, der in den 1960er-Jahren einen ähnlich rasanten Aufschwung verbuchen konnte. Als Tabellenachter in der Verbandsligasaison 1977/78 gelang die Qualifikation für die neu geschaffene Oberliga Nordrhein. 
Aus dieser stieg Blau-Weiß als Drittletzter wieder ab. Nach der Vizemeisterschaft in der Verbandsliga 1981 hinter den Amateuren von Bayer 04 Leverkusen folgte ein Jahr später der Abstieg in die Landesliga. Im Jahre 1990 ging es gar in die Bezirksliga zurück. Zwar gelang fünf Jahre später der Wiederaufstieg, doch der Verein geriet dann in große finanzielle Schwierigkeiten. Es folgten drei Abstiege in Folge und die Abmeldungen vom Spielbetrieb in den Jahren 1998 und 2001. Im Jahre 2002 wurde erneut eine Mannschaft gemeldet, der acht Jahre später der Aufstieg in die Kreisliga B gelang. Seit dem sofortigen Wiederabstieg spielt Blau-Weiß in der Kreisliga C. Zuletzt stellte der Verein in der Saison 2012/13 eine Mannschaft.
Zweimal nahm der Verein am DFB-Pokal teil. In der Saison 1976/77 schied die Mannschaft in der ersten Runde gegen den Spandauer SV nach einer 1:3-Heimniederlage aus. Bei der zweiten Teilnahme in der Saison 1980/81 trafen die Blau-Weißen auf Preußen Münster, die sich erst in der Verlängerung mit 4:1 durchsetzen konnten.